# 943

## Nașteri
- 7 august: Edgar Pașnicul, rege al Angliei (d. 975)

## Decese
- 23 februarie: Herbert al II-lea de Vermandois  (n. 880)
- dată necunoscută: Otto de Lorena  (n. ?)
- dată necunoscută: Atenulf al III-lea Carinola  (n. ?)
- 10 aprilie: Landulf I de Benevento  (n. 875)